# متلازمة بينبريدج روبرز
تعد متلازمة بينبريدج روبرز هي اضطراب وراثي نادر للغاية يتميز بتشوهات تشمل النمو الحركي النفسي الحاد، ومشاكل في التغذية، وتأخر شديد في النمو بعد الولادة، وإعاقات ذهنية، وتشوهات هيكلية.

## العلامات والأعراض
تشمل السمات المورفولوجية (علم التشكيل) لهذه المتلازمة ما يلي:
- الحواجب المقوسة
- المنعكسات
- الأنحراف الزندي لليدين
- صغر في الرأس
- تشوهات الهيكل العظمي، مثل "الصدر البرميلي"، الحنك المقوس المرتفع للغاية
- الأسنان المزدحمة
- قصر المسافة بين عضوين (عيون واسعة)
- الجنف (إنحراف العامود الفقري جانبيا)

## علم الوراثة
تحدث هذه الحالة بسبب طفرة في جين ASXL3 ، والتي تعتبر طفرة دي نوفو.
يمكن أن تكون التغيرات الجينية التي توصف بأنها طفرات دي نوفو De-novo (جديدة) إما وراثية أو جسدية. في بعض الحالات، تحدث الطفرة في بويضة الشخص أو خلية الحيوانات المنوية ولكنها غير موجودة في أي من خلايا الشخص الأخرى. في حالات أخرى، تحدث الطفرة في البويضة الملقحة بعد وقت قصير من اتحاد البويضة مع الحيوانات المنوية. (غالبًا ما يكون من المستحيل معرفة متى تم حدوث طفرة دي نوفو بالضبط. ) عندما تنقسم البويضة الملقحة، فإن كل خلية ناتجة في نمو الجنين ستحصل على الطفرة. قد تفسر طفرات دي نوفو (De-novo ) الإضطرابات الوراثية التي تكون لدى الطفل المصاب فيها طفرة في كل خلية في الجسم ولكن الوالدين لا تحدث لهما، ولا يوجد تاريخ عائلي للإ ضطراب.
هذه الحالة موروثة بطريقة وراثية جسدية سائدة.
إرتبطت الطفرات في جين أمشاط جنسية إضافية مثل 3 ( ASXL3 ) على الذراع الطويلة الكرومسوم 18 (18q12.1) بهذه الحالة. 

## التشخيص
لا يمكن إجراء التشخيص إلا عن طريق الأختبارات الوراثية ( الجينية.)

### تشخيص متباين
متلازمة بورينج أوبيتز

## العلاج
لا يوجد علاج أو علاج معروف حاليًا لهذه الحالة. ومع ذلك، يمكن علاج الأعراض.

## التاريخ
تم وصف هذه الحالة لأول مرة بواسطة( Bainbridge et al ) في عام 2013.

## روابط خارجية
ُ